# Benjamin Lauterbach

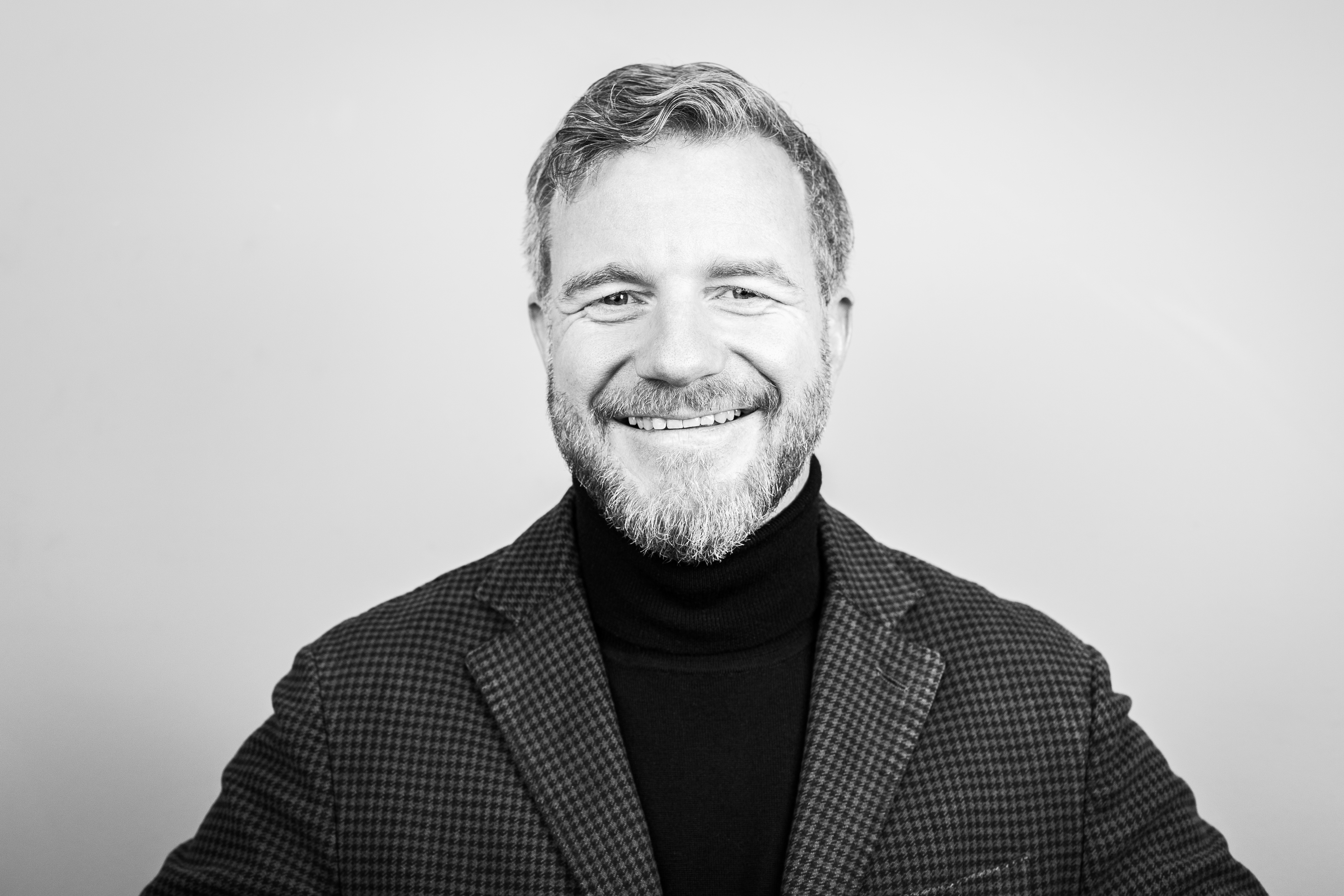
Benjamin Lauterbach

Benjamin Lauterbach (* 1975 in Kronberg im Taunus) ist ein deutscher Schriftsteller, Lektor und Journalist.

## Leben
Er studierte Germanistik und Philosophie in Frankfurt am Main und München, zudem ist er Absolvent des Deutschen Literaturinstituts Leipzig. Lauterbach erhielt zahlreiche Stipendien und Preise, darunter das Stipendium der Akademie Schloss Solitude in Stuttgart, der Villa Decius in Krakau, des Künstlerdorfes in Schöppingen sowie des Berliner Senats. Sein Vater ist der Theaterintendant und Regisseur Ulrich Lauterbach.

## Karriere
2009 gewann er mit seinem Theaterstück „Beziehungs-Weise“ den Autorenförderpreis der Landesbühnen, 2011 wurde er mit seinem Theaterstück „Der Chinese“ zum Berliner Stückemarkt eingeladen. Das Stück "Der Chinese" gewann im Jahr 2013 den Preis der Jury bei den Hessischen Theatertagen sowie im Jahr 2017 den NachSpielPreis beim Heidelberger Stückemarkt. Für sein Internetprojekt „Weltwohnen“ erhielt er 2007 den Preis „Bremer Netzresidenz“ vom Literaturhaus Bremen. Lauterbach hat zwei Gedichtbände im Münchner Bookspot Verlag veröffentlicht, dazu Erzählungen in zahlreichen Anthologien. Lauterbach schrieb regelmäßig für ZEIT ONLINE.

## Werke (Auswahl)
- 2001: Vier Periode
- 2003: Ich nehm's persönlich
- 2004: Das Leben so bedrohlich mal zwei

## Auszeichnungen
- 2015: Stipendium des Berliner Senats